# Changquan
Changquan (长拳, Pugno lungo) è un termine legato alle arti marziali cinesi che, comunemente, sta a designare uno stile codificato da gare del wushu moderno. Tuttavia questo termine ha una storia ben più antica ed è stato variamente usato (e viene usato a tutt'oggi) anche per indicare un'intera categoria di stili o anche (più raramente) come sinonimo di Taijiquan

## Il Changquan nella classificazione delle arti marziali cinesi
L'utilizzo del termine Changquan come insieme di stili avviene già all'epoca della dinastia Ming ad opera del generale Qi Jiguang (戚继光) e del maestro di wushu Cheng Chongdou (程沖斗) individuarono e proposero la differenziazione tra il Changquan ed il Duanda (短打).
Oggi la classificazione degli stili di wushu si è ampliata ed arricchita, perciò il Changquan si è andato ad identificare con gli stili del nord della Cina, cioè con gli stili malamente definiti Bei Shaolin, in contrapposizione al Nanquan, in un sistema in cui Changquan e Nanquan rientrano negli stili Waijia.
Questa contrapposizione è un po' fittizia e di seguito spiegheremo meglio il perché:
essa segue un criterio geografico, dovuto al fatto che gli stili Changquan sono praticati nel nord della Cina, inoltre questa distinzione poggia anche sul famoso aforisma “Nanquan Beitui” (南拳, 北腿), cioè “Pugni al sud, calci al nord”, in cui, attuando una estrema semplificazione, si è voluto individuare due grandi famiglie, una a nord e l'altra a sud del Changjiang, il grande spartiacque che divide appunto la Cina geograficamente.
Il termine Changquan, usato correttamente in opposizione a Duanda, è qui utilizzato in maniera scorretta, perché esso nasce con una valenza tecnica, legata all'utilizzo di posizioni ampie, strategie di attacco e di difesa sulla lunga distanza, e non in una valenza geografica, a cui infatti non tutti gli stili del nord si adattano. Da quest'ultimo punto di vista sarebbe più corretto utilizzare il termine Beipai (北派) o Beiquan (北拳), mentre risultano più utilizzati, anche se non correttissimi, Changquan, Bei Shaolin o addirittura Bei Pai Shaolin.
A questa categoria appartengono per esempio: Chaquan; Hongquan; Huaquan; Meihuaquan; Paochui; ecc.

## Il Changquan come categoria da gara del wushu moderno
I Taolu codificati da gara del wushu moderno, sono idealmente l'espressione della classificazione a cui accennavamo sopra, in particolare le forme del Changquan avrebbero la presunzione ed in qualche modo anche il merito di riunire le tecniche dei Pugilati Lunghi. Se a livello ideale e nazionalistico questo risultato è stato raggiunto trasformando tantissimi Laoshi di stili storici in Jiaolian, cioè allenatori di wushu moderno, a livello pratico c'è da registrare una prevalenza dello stile Chaquan (70%) rispetto agli altri stili.
Le prime forme ad essere codificate furono, nel 1957 e nel 1958, i tre Chuji changquan (初级长拳, forme di pugilato lungo elementari, 一路 Yilu, 二路 Erlu,三路 Sanlu) ed il Jiazu changquan (甲组长拳) in una versione maschile (男, nan) che conta 63 movimenti ed una femminile (女, nu) che ne conta 58.
In seguito sono stati aggiunti: Yizu Changquan (乙组长拳); Qingnian changquan (青年长拳) che è una forma per i giovani, e la possibilità di creare concatenazioni libere dette Zixuan taolu (自选套路), e naturalmente Duilian e Qixie Taolu.